# Saint-Martin-d'Oney
Saint-Martin-d'Oney è un comune francese di 1 276 abitanti situato nel dipartimento delle Landes nella regione della Nuova Aquitania.

## Società

### Evoluzione demografica
Abitanti censiti